# Michel Lambert
Michel Lambert (Champigny-sur-Veude, 1610 – Parigi, 29 giugno 1696) è stato un compositore, cantante e liutista francese.
Entrato da bambino al servizio di Gastone d'Orléans e di mademoisellelle de Montpensier, nel 1661 venne chiamato ad occupare il posto di maestro di cappella alla corte di re Luigi XIV.
Compose la musica di arie assai popolari, con o senza basso continuo, su versi dei poeti più in voga del tempo (Philippe Quinault e Isaac de Benserade).
Sua figlia Madelaine sposò Giovanni Battista Lulli, con il quale Lambert aveva collaborato alla creazione di numerosi balletti.